# Широкая фракция лёгких углеводородов
Широкая фракция лёгких углеводородов (ШФЛУ) — продукт переработки попутного нефтяного газа и газового конденсата.
ШФЛУ представляет собой смесь сжиженных углеводородных газов (пропана и бутана) и более тяжёлых углеводородов (C5 и выше).
Соотношение изо- и нормальных углеводородов в ШФЛУ соответствует составу исходного сырья.

## Свойства
ШФЛУ относится к сжиженным углеводородным газам и представляет собой легкокипящую и легковоспламеняющуюся жидкость, пожаро- и взрывоопасную, 4-го класса токсичности.
| Показатели                                                             | Марка А                         | Марка Б                         | Марка В                         |
| ---------------------------------------------------------------------- | ------------------------------- | ------------------------------- | ------------------------------- |
| Углеводородный состав, % масс. С1 — С2, не более                       | 3                               | 5                               | не регламентируется             |
| С3, не менее                                                           | 15                              | не регламентируется             | не регламентируется             |
| С4 — С5, не менее                                                      | 45                              | 40                              | 35                              |
| с6 и выше, не более                                                    | 11                              | 25                              | 30                              |
| Плотность при 20оС, кг/м3                                              | 515 — 525                       | 525 — 535                       | 535 и выше                      |
| Содержание сернистых соединений в пересчёте на серу, % масс., не более | 0,025                           | 0,05                            | 0,05                            |
| в том числе сероводорода, % масс., не более                            | 0,003                           | 0,003                           | 0,003                           |
| Содержание взвешенной воды                                             | Отсутствие                      | Отсутствие                      | Отсутствие                      |
| Содержание щёлочи                                                      | Отсутствие                      | Отсутствие                      | Отсутствие                      |
| Внешний вид                                                            | Бесцветная прозрачная жидкость. | Бесцветная прозрачная жидкость. | Бесцветная прозрачная жидкость. |

Пары ШФЛУ образуют с воздухом взрывоопасные смеси с пределами взрываемости 1,3 — 9,5 % об. при 98 066 Па (1 ата.) 15 — 20оС.
| Пропан (С3Н8) | Изо- бутан (С4Н10) | Н- бутан (С4Н10) | Изо — пентан (С5Н12) | Н — пентан (С5Н12) |
| ------------- | ------------------ | ---------------- | -------------------- | ------------------ |
| 466           | 462                | 405              | 427                  | 287                |

Предельно допустимая концентрация паров ШФЛУ в воздухе рабочей зоны составляет не более 300 мг/м3. Сжиженная ШФЛУ, попадающая на кожу человека, при испарении вызывает обморожение.

## Получение
ШФЛУ является полупродуктом, который образуется в результате процессов добычи нефти и газа.
На газовых промыслах сырой газ из скважин сепарируется, охлаждается с 0 до минус 30—40оС за счёт резкого снижения давления со 100 до 50 кгс/см2. При снижении температуры из газа выпадает газовый конденсат, который направляется на установку деэтанизации конденсата, где от газового конденсата отдуваются метан и этан до их остаточного содержания в конденсате не более 0,8 % масс. Деэтанизированный газовый конденсат направляется на установки стабилизации газового конденсата, где из него методом ректификации выделяется ШФЛУ.
На нефтяных промыслах в товарной нефти содержание растворённых газов не должно превышать 1—2 %, в связи c чем нефть подготавливают в многоступенчатых сепараторах, где от нефти отделяется вода и попутный нефтяной газ. Давление на ступенях сепарации значительно отличается и составляет 16—30 кгс/см2 на первой ступени и до 1,5—4,0 кгс/см2 на последней. Выделившийся попутный нефтяной газ сжимается на компрессорах и подаётся на газовые промыслы или газоперерабатывающие заводы, где от него чаще всего методом охлаждения отделяется ШФЛУ.
| Предприятие         | Дата основания | Принадлежность | Сырье                               | Производительность по сырью | Производительность по ШФЛУ |
| ------------------- | -------------- | -------------- | ----------------------------------- | --------------------------- | -------------------------- |
| Сургутский ЗСК.     | 1984 г.        | ГАЗПРОМ        | Деэтанизированный газовый конденсат | 12 млн тонн в год           | до 3,3 млн тонн в год      |
| Пуровский ЗПК       | 2004 г.        | НОВАТЭК        | Деэтанизированный газовый конденсат | 11 млн тонн в год           | до 3 млн тонн в год        |
| Нижневартовский ГПЗ | 1974 г.        | СИБУР          | Попутный нефтяной газ               | 6,2 млрд м3 в год           | до 1,8 млн тонн в год      |
| Белозерный ГПЗ      | 1978 г.        | СИБУР          | Попутный нефтяной газ               | 4,2 млрд м3 в год           | до 1,26 млн тонн в год     |
| Южно-Балыкский ГПЗ  | 1974 г.        | СИБУР          | Попутный нефтяной газ               | 2,8 млрд м3 в год           | до 0,9 млн тонн в год      |
| Вынгапурский ГПЗ    | 2011 г.        | СИБУР          | Попутный нефтяной газ               | 2,4 млрд м3 в год           | до 0,64 млн тонн в год     |
| Губкинский ГПЗ      | 1988 г.        | СИБУР          | Попутный нефтяной газ               | 2,1 млрд м3 в год           | до 0,63 млн тонн в год     |

ШФЛУ не является товарным продуктом, поэтому она в любом случае транспортируется на газоперерабатывающие и газохимические заводы для дальнейшей переработки.

## Транспорт
Один из самых доступных способов транспортировки ШФЛУ — это железнодорожный транспорт. При этом для перевозки ШФЛУ требуются вагон-цистерны такого же класса, как и для перевозки сжиженных углеводородных газов, рассчитанных на рабочее давление до 16 кг/см2. Такие цистерны обладают вместимостью 51,54 и 75м3 с полной загрузкой 85 % об., что составляет 43,46 и 63,8м3.
Самым экономичным способом транспортировки ШФЛУ является трубопроводный транспорт. Транспортировка ШФЛУ железнодорожным транспортом обходится на 30 % дороже. Препятствием к использованию трубопроводов является их недостаточно развлетвлённая сеть и слабое развитие после распада СССР. В эксплуатации был крупный ШФЛУпровод с пропускной способностью порядка 3,5 млн тонн, по которому ШФЛУ подавалась от Сургутского ЗСК на Тобольский нефтехимический комбинат. Кроме экономических проблем развитие трубопроводной системы было приостановлено вследствие трагических событий 1989 года под Уфой, когда вследствие разрушения продуктопровода погибло около 600 человек (пассажиры поездов «Адлер-Новосибирск» и «Новосибирск-Адлер»). В последнее время трубопроводный транспорт снова начал развиваться: в 2014 г. была начата эксплуатация нового крупнейшего в России трубопровода ШФЛУ от Пуровского ЗПК к Тобольск-Нефтехиму. Протяжённость данного трубопровода составляет 1 200 км, а пропускная способность в районе Тобольска до 8 млн тонн в год. Этот продуктопровод предназначен для транспортировки углеводородов со всех газо- и нефтедобывающих компаний в Западной Сибири.

## Применение
ШФЛУ используется в качестве сырья нефтехимическими предприятиями для получения в первую очередь методом фракционирования индивидуальных углеводородов (пропана, бутана, пентана) и широкого ряда продукции при дальнейшей переработке индивидуальных углеводородов: каучука, пластмассы, этанола, растворителей, компонентов высокооктановых бензинов. Выделяемая из ШФЛУ смесь пропана-бутана может быть использована в качестве газомоторного топлива, как альтернатива привычному бензину и дизельному топливу.
В последнее время в России особую актуальность приобрело использование ШФЛУ в качестве сырья в процессе пиролиза. Получаемые в результате этого процесса этилен и пропилен, направляются на производство полиэтилена и полипропилена (самые распространённые в использовании полимеры). Крупнейший в мире завод работающий по такой схеме строится с 2014 г. в России под Тобольском (см. ЗапСибНефтехим).